# Bégalaposnok
Bégalaposnok románul: Lăpușnic, falu Romániában, a Bánságban, Temes megyében.

## Fekvése
Lugostól északra, Barafalva és Dobrosd közt fekvő település.

## Története
Bégalaposnok, Laposnok  nevét 1416-ban említette először oklevél Laposnok köznemes nevében.
1440-ben Lvposnik, 1477-ben Loposnyk, 1717-ben Loboschnik, 1808-ban Lapusnik, 1913-ban Bégalaposnok néven említették.
1796-ban Vályi András írta a településről:
Lapusnik. Oláh falu Krassó Vármegyében földes Ura, a Királyi Kamara, lakosai ó hitűek, fekszik Bára, Dobrest, és Kladova helységek között, határa 4 nyomásbéli, egészen hegyes, csupán kukoricát terem, erdeje van, szőleje nincs.

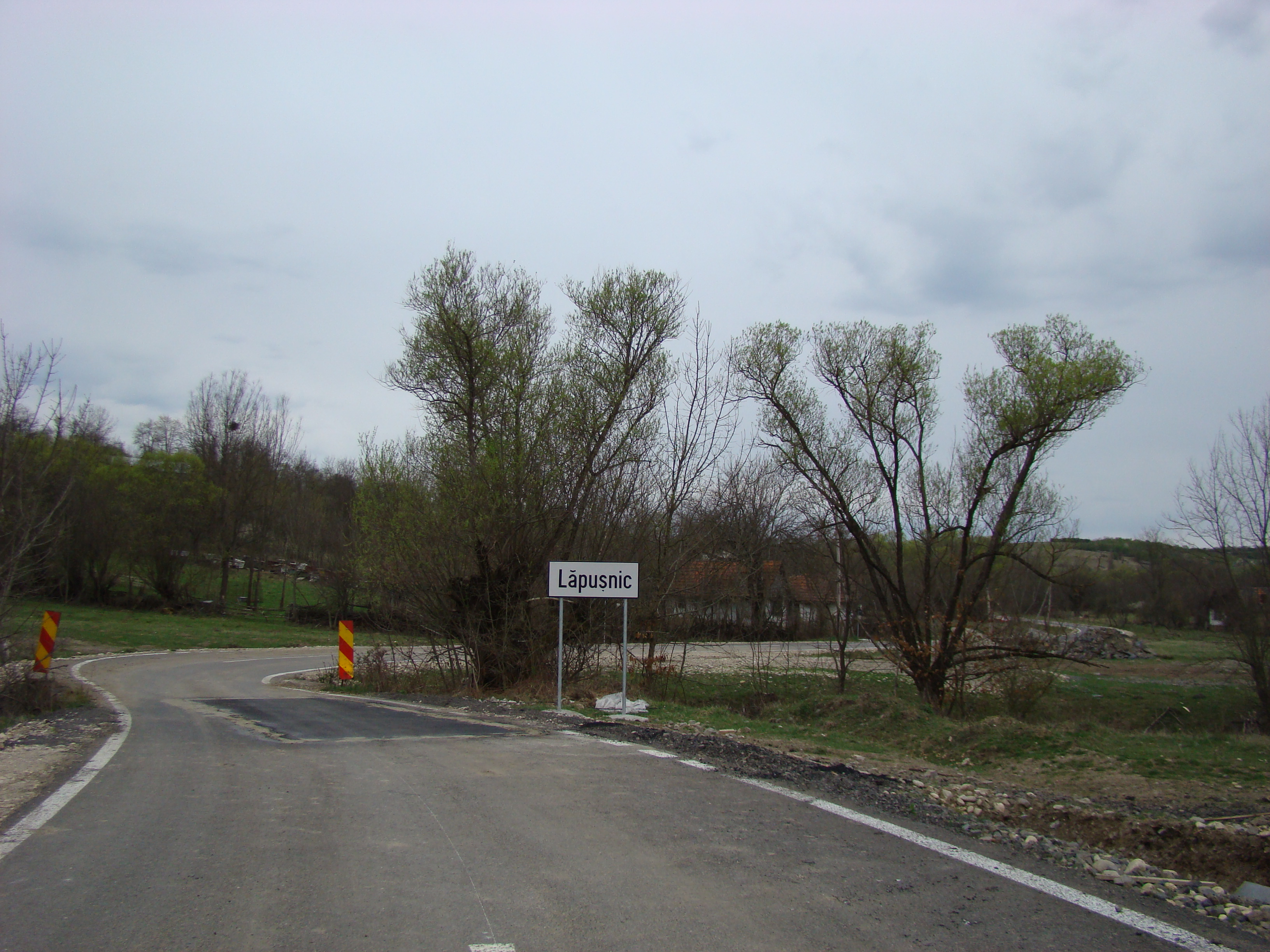

1851-ben  pedig Fényes Elek írt Laposnokról:
... Krassó vármegyében, 8 katholikus, 412 óhitü lakossal, s anyatemplommal. Birja D'Ellevaux.
A trianoni békeszerződés előtt Krassó-Szörény vármegye Bégai járásához tartozott.
1910-ben 548 lakosából 2 magyar, 18 német, 528 román volt. Ebből 15 római katolikus, 17 görögkatolikus, 511 görög keleti ortodox volt.

## Források

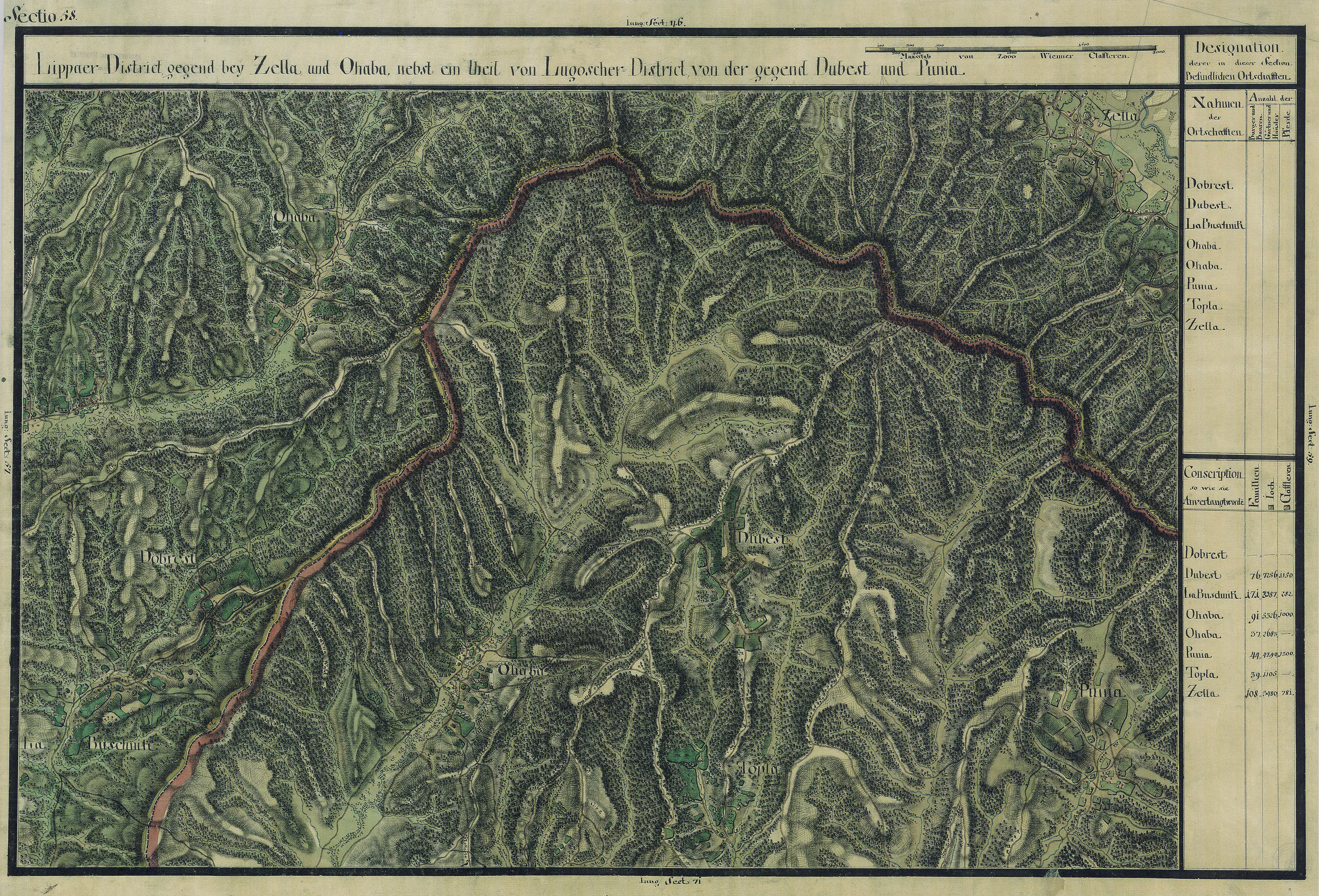
Bégalaposnok egy régi térképen